# Terenzo
Terenzo (emilián nyelven Trénz) település Olaszországban, Emilia-Romagna régióban, Parma megyében. Lakosainak száma 1148 fő (2023. január 1.). Terenzo Calestano, Fornovo di Taro, Sala Baganza, Solignano és Berceto községekkel határos.

## Népesség
A település lakossága az elmúlt években az alábbi módon változott:
| Lakosok száma | 1191 | 1200 | 1148 |
|               | 2017 | 2018 | 2023 |